# Bert Leenaerts
Bert Leenaerts (Diest, 1 juli 1980) is een Belgische gewezen atleet, die zich had toegelegd op de middellange afstand. Hij nam eenmaal deel aan de wereldkampioenschappen.

## Biografie
Lenaerts werd in 1999 op de 1500 m tweede op de Europese kampioenschappen voor junioren. Door verschillende blessures was hij lange tijd buiten strijd. Eind 2000 liep hij op de Memorial Van Damme een snelle mijl.
In 2003 wist Leenaerts zich op de 1500 m tijdens de Nacht van de Atletiek te plaatsen voor de wereldkampioenschappen in Parijs. Daar werd hij in de halve finales kansloos uitgeschakeld.
Leenaerts kon bij de senioren geen Belgische titels veroveren. Hij kwam niet verder dan een tweede plaats in 2002.

### Clubs
Leenaerts was aangesloten bij Hera Haacht en fusieclub Regio Oost-Brabant Atletiek (ROBA).

## Persoonlijke records
Outdoor
| Onderdeel | Prestatie | Datum            | Plaats  |
| --------- | --------- | ---------------- | ------- |
| 800 m     | 1.49,78   | 23 juli 2003     | Gent    |
| 1500 m    | 3.35,73   | 2 augustus 2003  | Heusden |
| 1 mijl    | 3.54,90   | 25 augustus 2000 | Brussel |

Indoor
| Onderdeel | Prestatie | Datum            | Plaats    |
| --------- | --------- | ---------------- | --------- |
| 1500 m    | 3.46,08   | 15 februari 2004 | Karlsruhe |

## Palmares

### 800 m
- 2004:  BK AC - 1.51,59

### 1500 m
- 1999:  EK U20 in Riga - 3.44,47
- 2002:  BK AC - 3.48,86
- 2003: 12e in ½ fin. WK in Parijs - 3.43,02

### veldlopen
- 1999: 79e op WK junioren in Belfast
- 1999: 79e op EK junioren in Velenje